# Prix Marten Toonder
Le Prix Marten Toonder est un prix de bande dessinée néerlandais qui récompense un auteur pour l'ensemble de son œuvre. D'un montant de 25 000 €, il n'a été décerné que de 2010 à 2012.

## Description
Nommé en l'honneur de Marten Toonder, le prix récompense un auteur néerlandais pour son apport à la bande dessinée.
Doté de 25 000 €, il s'agit du plus important prix de bande dessinée du pays.
Créé en 2009 à l'initiative de plusieurs dessinateurs (comme Jean-Marc van Tol et Hanco Kolk), le prix est soutenu par l'état néerlandais, qui le finance via le fonds BKVB (2010-2011) puis le fonds Mondian (2012).
En 2013, le gouvernement néerlandais décide de ne pas continuer à subventionner le prix, qui est donc directement menacé.

## Lauréats
| Année | Auteur récompensé | Dates     |
| ----- | ----------------- | --------- |
| 2010  | Jan Kruis         | 1933-2017 |
| 2011  | Peter Pontiac     | 1951-2015 |
| 2012  | Joost Swarte      | 1947-     |